# Villeneuve-d'Ascq
Villeneuve-d'Ascq is een gemeente in Noord-Frankrijk, in het Noorderdepartement in de regio Hauts-de-France. De stad behoort tot de voorstedenring van Rijsel (Lille), ligt nabij de grens met België, en circa 200 km noordelijk van Parijs. Villeneuve-d'Ascq is een zogenaamde ville nouvelle en telde op 1 januari 2022 62.342 inwoners. Als onderdeel van de agglomeratie van Rijsel, is de gemeente lid van de Europese metropool van Rijsel met ruim 1 miljoen inwoners.

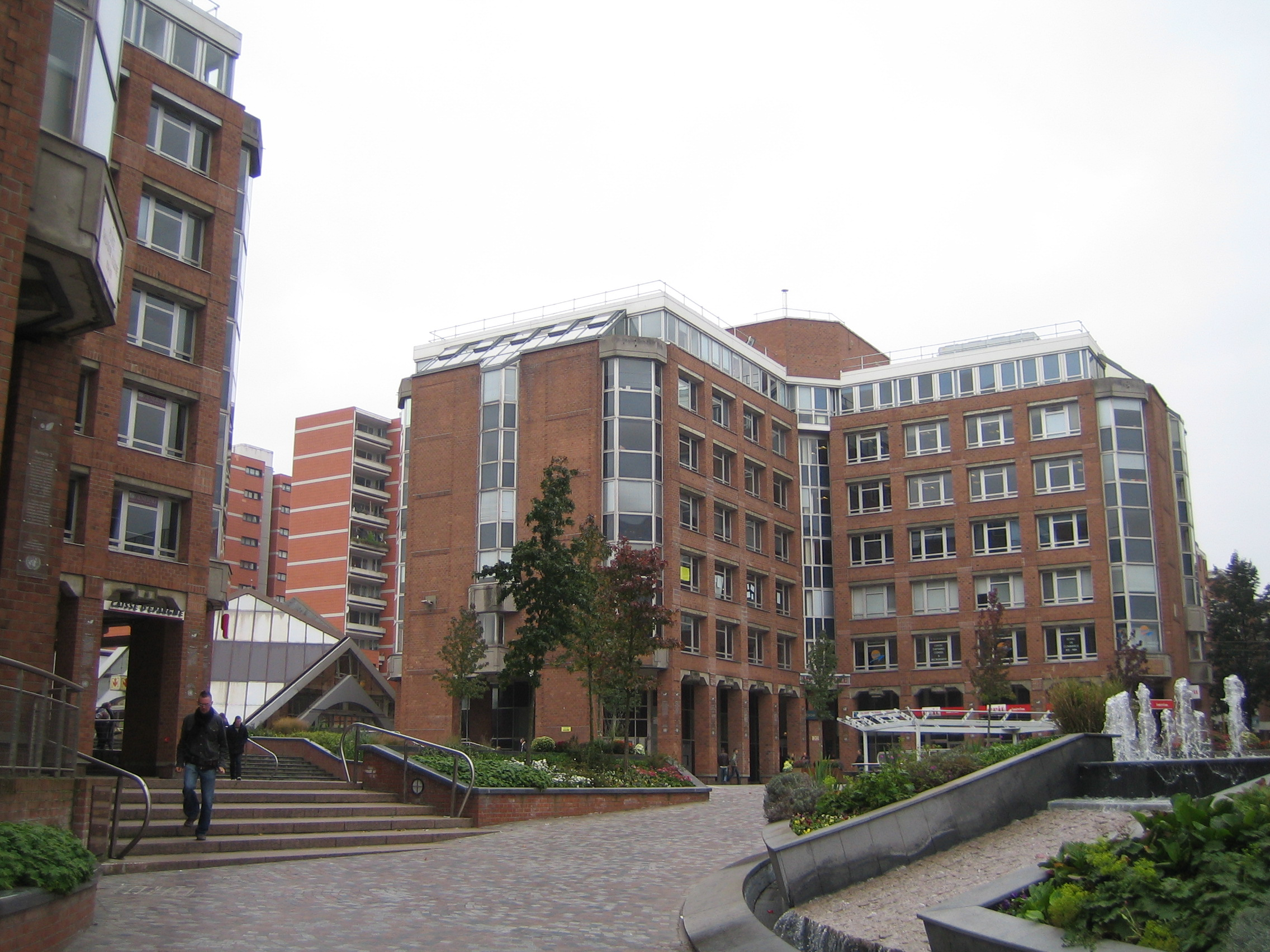
Place Salvador Allende in de ville nouvelle

De gemeente is in 1970 ontstaan door de samenvoeging van de gemeenten Ascq (Nederlands: Ast), Annappes en Flers (Nederlands: Laar) en maakt deel uit van het kanton Villeneuve-d'Ascq. Villeneuve-d'Ascq is verbonden met Rijsel door lijn 1 van de metro van Rijsel. Een aantal campussen van de Universiteit van Rijsel (campussen: Rijsel I en III) zijn gevestigd in Villeneuve-d'Ascq, evenals een aantal wetenschappelijke onderzoeksinstituten.

## Geografie
De oppervlakte van Villeneuve-d'Ascq bedroeg op 1 januari 2022 27,46 vierkante kilometer; de bevolkingsdichtheid was toen 2.270,3 inwoners per km².

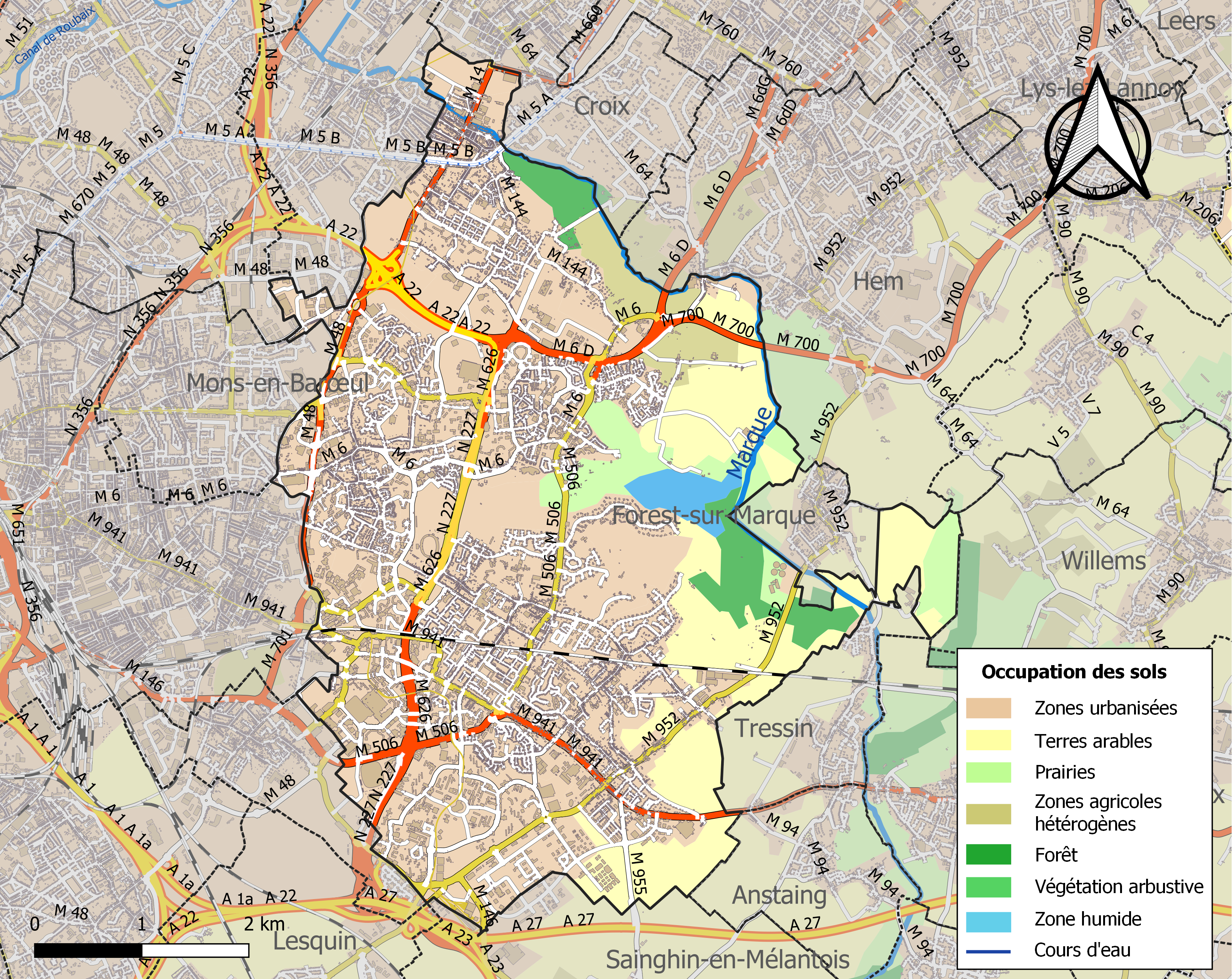
Kaart van de gemeente met belangrijkste infrastructuur, bodemgebruik en omliggende gemeenten

## Wijken

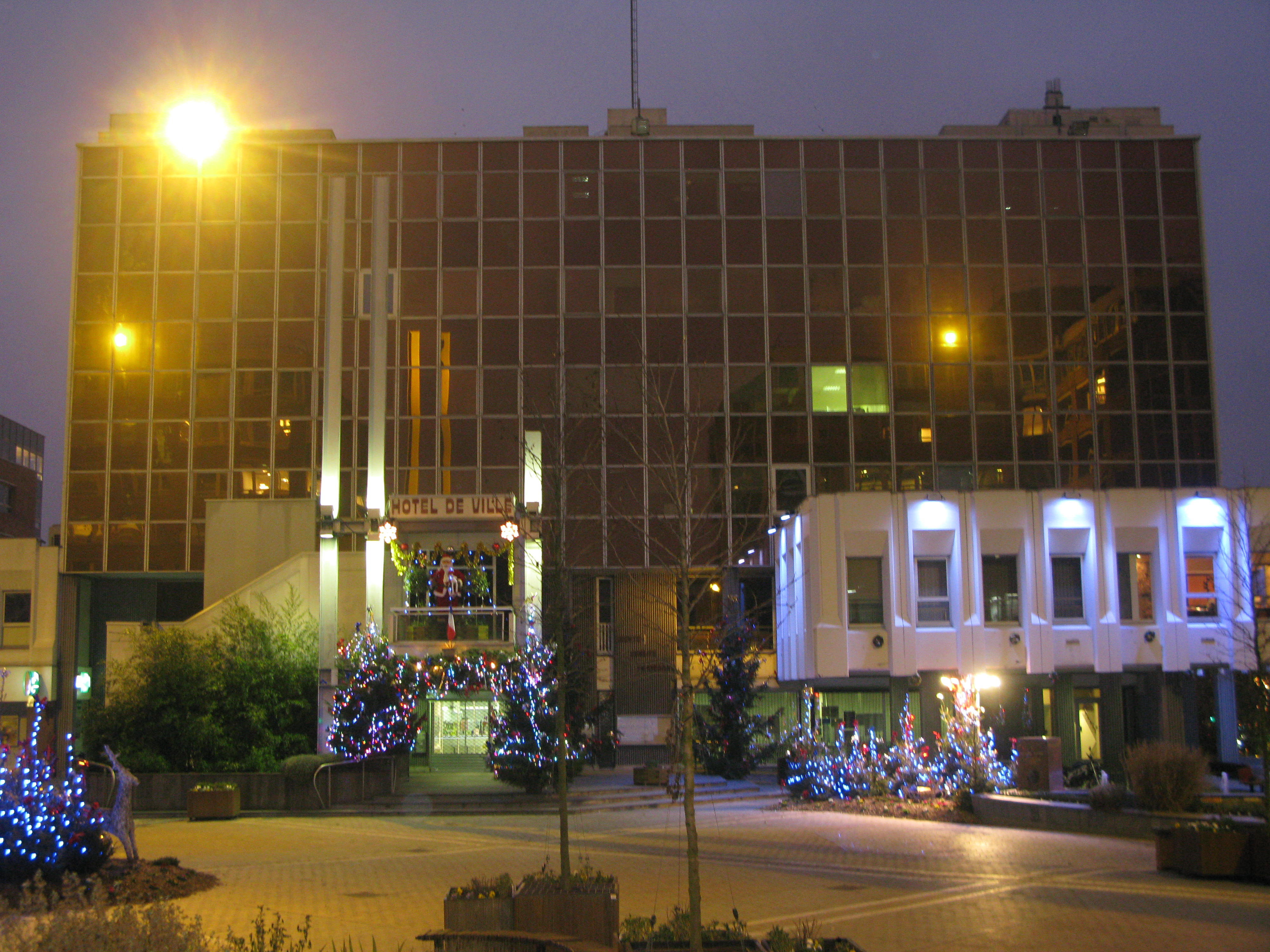
Stadhuis

De huidige stad is opgedeeld in een aantal wijken:
- Annappes, met het oude dorp Annappes.
- Ascq, met het oude dorp Ascq. In het zuiden ligt de wijk Croix de Wallers.
- Brigode ligt centraal en ontstond bij het creëren van de ville nouvelle. Brigode is een groene, bemiddelde residentiële wijk.
- Château, genoemd naar het Château de Flers.
- Cité Scientifique, een zuidelijke wijk met de campus Université Lille I.
- Cousinerie, een uitgestrekte wijk van de ville nouvelle, ten noorden van het Parc du Héron.
- Flers Bourg ligt in het westen van de gemeente en omvat het dorpscentrum van het oude dorpje Flers-lez-Lille. Hier bij ligt de kleine nieuwe wijk Flers Neuf.
- Flers Breucq ligt in het uiterste noorden, in de nabijheid van de agglomeratie van Roubaix. Het gehucht le Breucq ontwikkelde zich oorspronkelijk al in de 19de eeuw.
- Haute-Borne ligt in het zuiden en werd ontwikkeld vanaf eind jaren 80. Hier werd een wetenschapspark ingericht.
- Hôtel de Ville, zo genoemd omdat het nieuwe stadhuis hier staat, fungeert als centrum van de gemeente. De wijk ligt weliswaar in het zuidwesten van de gemeente en werd ingeplant tussen de universitaire wijken Cité Scientifique en Pont de Bois.
- Pont de Bois, in het westen. Hier bevindt zich de Université Lille III.
- Les Prés werd aangelegd in 1977-1978 als laatste wijk van de oorspronkelijke uitbouw van de ville nouvelle.
- Recueil ligt in het noorden en is een van de minste verstedelijkte en minste bewoonde wijken.
- Résidence en La Poste zijn twee wijken tussen Ascq en Annappes die reeds werden aangelegd tussen 1958 en 1970, dus voor de uitbouw van de ville nouvelle.
- Sart-Babylone ligt in het noorden, nabij Breucq.
- Triolo, in het zuiden, was de eerste wijk in het kader van de ville nouvelle.

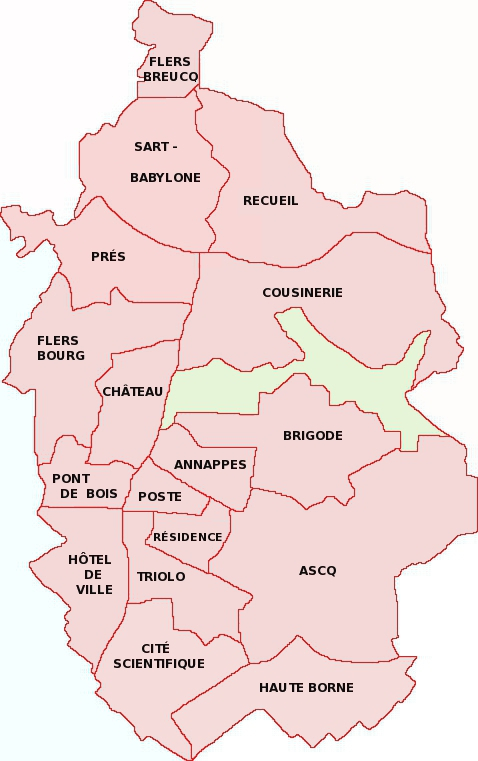
Ligging van de belangrijkste wijken (benadering) van de stad

## Campus universiteit
Op de campus zijn gevestigd:
- Universiteit Rijsel I (Wetenschap en technologie)
- Université Charles-de-Gaulle - Universiteit Rijsel III (Menswetenschappen, letteren en kunst)
- École centrale de Lille (tengineering)
- Europees College voor Doctorandi Lille Nord-Pas de Calais
- Het Centre de recherche Lille - Nord Europe van Inria

## Cultuur
- Lille Métropole Museum voor Moderne kunst, Hedendaagse kunst en Art brut
- Het Musée de Plein Air, een openluchtmuseum waar historische plattelandsgebouwen uit de streek zijn gereconstrueerd.

## Verkeer en vervoer
In de gemeente liggen de spoorwegstations Pont-de-Bois, Annappes en Ascq. De metro van Rijsel heeft verschillende haltes in de gemeente.

## Sport
Entente sportive Basket de Villeneuve-d'Ascq - Lille Métropole (ESBVA-LM) is een damesbasketbalteam dat uitkomt in FIBA’s EuroLeague Women en in de Franse Ligue Féminine de Basketball.
In Villeneuve-d'Ascq staat het Stade Pierre-Mauroy. Daar werden wedstrijden gespeeld voor het EK voetbal van 2016. Ook de uit het naburige Rijsel afkomstige club Lille OSC speelt daar haar wedstrijden.

## Geboren
- Lou Bogaert (2004), voetbalster

## Demografie
Verloop van het inwonertal (bij volkstellingen) sinds 1962.
Forest-sur-Marque · Sailly-lez-Lannoy · Toufflers · Villeneuve-d'Ascq · Willems